# Delcambre, Louisiana
Delcambre, Louisiana (енгл. Delcambre) град је у америчкој савезној држави Луизијана.

## Демографија
По попису из 2010. године број становника је 1.866, што је 302 (-13,9%) становника мање него 2000. године.
| Група             | 2000.         | 2010.         |
| Белци             | 1.764 (81,4%) | 1.457 (78,1%) |
| Афроамериканци    | 313 (14,4%)   | 279 (15,0%)   |
| Азијати           | 11 (0,5%)     | 15 (0,8%)     |
| Хиспаноамериканци | 41 (1,9%)     | 87 (4,7%)     |
| Укупно            | 2.168         | 1.866         |